# أورور
أورور سلسلة من المواقع الأثرية التي تقع على بعد حوالي 8.5 كيلومتر (5.3 ميل) إلى الجنوب من العاصمة اللبنانية بيروت، وهي مجاورة لقرية حدث التي تقع على الجانب الشمالي لنهر غدير.

## أورور I
تقع منطقة أورور I على بعد 300 متر (980 قدم) شرق الجسر فوق نهر غدير على بساط من التربة الرملية بنية اللون من العصر النيوجيني على مصاطب النهر المنحدرة إلى الجنوب من الطريق المؤدي إلى وادي شحرور. ويبدو أن الرواسب نُقلت إلى مكان آخر اكتشفه لورين كوبلاند في العام 1964 الذي جمع من هناك أحجار صوان صفراء لامعة تم فحصها بواسطة هنري فليش وم.جيغاوت. تم العثور على أشكال تعود للعصر الحجري القديم بما في ذلك كاشطات ورقائق تشبه في شكلها تلك التي وجدت في مزرعة بيت الشعار. وهذه المواد محفوظة من قبل متحف ما قبل التاريخ اللبناني.

## أورور II
تقع أورور II على بعد 500 متر (1600) شرق الجسر فوق نهر غدير على سفوح التكتلات الأسمنتية خلف منزلين فارغين. تم اكتشاف الموقع والحصول على الأدوات العائدة للعصر الحجري الحديث مع آثار أخرى تخص علم التشكل المورفولوجيا من قبل بيتر ويسكومب عام 1965. تضمنت المكتشفات فأسًا خشبيًا معقوفًا والعديد من المعاول القصيرة والثقيلة وساطور ومنقاش ورقائق وشفرات بحالة سيئة، وكان العديد منها كبير الحجم. وقد تم العثور على مجموعة أصغر من الأدوات على المنحدرات السفلية والغربية، وهي مصنوعة من الصوان الذي تحول لونه للأبيض. وتضم هذه الأدوات كاشطات وشفرات منجلية. تعرضت المنحدرات السفلية للموقع إلى التدمير أثناء بناء الطرق الجديدة. والأدوات التي عثر عليها محفوظة في متحف ما قبل التاريخ اللبناني. وقد اقترح أندرو مور أن الموقع يعود إلى العصر الحجري الحديث التابع لثقافة القرعون.

## أورور III
تعرف أورور III بوادي شحرور وسليخة أيضًا، وتعتبر موقعًا تم اكتشافه في ثلاث أماكن على طول مجرى نهر وادي شحرور أو وادي غدير الذي يبعد حوالي 400 متر (1300 قدم) شرق جسر بيروت إلى طريق صيدا. تم جمع المكتشفات من أول موقعين من قبل أوغست بيرجي مع دراسات قام بها هنري فليش.
```
أما الموقع الثالث، فقد عمل عليه بيتر ويسكومب في عام 1965. دمجت أشكال الأدوات من الموقع الأول مع تلك التي تعود للعصر الحجري القديم والتي شملت أعداد من المعول والكاشطات ورقائق. أما بالنسبة للموقع الثاني، فهو عبارة عن قسم يقع على ضفاف النهر الممتدة على ارتفاع 50 متر (160 قدم) على حصىً يغطي طبقة من الرمال الحمراء. جمع هنري فليش الأدوات التي تعود للعصر الحجري القديم من تلك الطبقة الحمراء التي اقترح أنها مثلت فترة جافة غطت فيها الكثبان الرملية المنطقة.
[
1
]

ويقع الموقع الثالث غرب مجرى النهرفي أساس مبنىً يقطع الضفة بين المصاطب المزروعة بالزيتون، وتحتوي الطبقة الرملية الحمراء التي يبلغ طولها مترين (6.6 قدم) على كاشطات والتي تغطي طبقة عميقة من الحصى. هذا الموقع تم تغطيته بواسطة تربة سوداء تحتوي على عدد قليل من الرقائق. وقد تم الإشارة إلى أن المكان شهد عصرين مطيرين تدخلت فيهما فترة جفاف. ويحتفظ متحف ما قبل التاريخ اللبناني بالأدوات التي تم العثور عليها.
[
1
]
```

## أورور IV
يعرف أورور IV على أنه موقع تم العثور فيه على بعض الأدوات التي تعود للعصر الحجري الحديث ويقع على بعد 600 متر (2000 قدم) إلى الغرب من موقع أورور II على تلة تطل على الطريق بين بيروت وصيدا شمال الجسر، وقد تم اكتشاف دليل على الاحتلال الروماني للمنطقة في الموقع.
تعرض الموقع لإلقاء النفايات الصناعية بشكل مستمر في قاع المجرى المائي مما غطى المواقع بمواد البناء وأدى إلى تدمير المناطق غير المأهولة على الضفاف.